# Глайд (Орегон)
Глайд (англ. Glide) — переписна місцевість (CDP) в США, в окрузі Дуглас штату Орегон. Населення — 1805 осіб (2020).

## Географія
Глайд розташований за координатами 43°17′23″ пн. ш. 123°4′9″ зх. д. / 43.28972° пн. ш. 123.06917° зх. д. (43.289796, -123.069183).  За даними Бюро перепису населення США в 2010 році переписна місцевість мала площу 26,31 км², з яких 26,11 км² — суходіл та 0,20 км² — водойми.

### Клімат
| Клімат : Глайд          | Клімат : Глайд | Клімат : Глайд | Клімат : Глайд | Клімат : Глайд | Клімат : Глайд | Клімат : Глайд | Клімат : Глайд | Клімат : Глайд | Клімат : Глайд | Клімат : Глайд | Клімат : Глайд | Клімат : Глайд | Клімат : Глайд |
| Показник                | Січ.           | Лют.           | Бер.           | Квіт.          | Трав.          | Черв.          | Лип.           | Серп.          | Вер.           | Жовт.          | Лист.          | Груд.          | Рік            |
| Абсолютний максимум, °C | 21,1           | 25,0           | 26,7           | 32,2           | 36,1           | 38,3           | 39,4           | 40,0           | 38,9           | 35,6           | 24,4           | 18,9           | 40,0           |
| Середній максимум, °C   | 7,8            | 11,1           | 13,9           | 17,2           | 21,1           | 23,9           | 28,9           | 28,9           | 25,6           | 17,8           | 10,6           | 6,7            | 17,8           |
| Середній мінімум, °C    | 1,1            | 1,1            | 2,2            | 3,3            | 6,1            | 8,3            | 10,0           | 9,4            | 7,2            | 5,0            | 2,8            | 0,6            | 4,8            |
| Абсолютний мінімум, °C  | −16,7          | −14,4          | −8,9           | −4,4           | −3,3           | −0,6           | 1,1            | 0,0            | −3,3           | −7,2           | −10,6          | −18,3          | −18,3          |
| Норма опадів, мм        | 221            | 171            | 168            | 137            | 94             | 50             | 18             | 18             | 45             | 118            | 254            | 277            | 1571           |
| ----------------------- | -------------- | -------------- | -------------- | -------------- | -------------- | -------------- | -------------- | -------------- | -------------- | -------------- | -------------- | -------------- | -------------- |
| Джерело:                |                |                |                |                |                |                |                |                |                |                |                |                |                |

## Демографія
Згідно з переписом 2010 року, у переписній місцевості мешкало 1795 осіб у 749 домогосподарствах у складі 526 родин. Густота населення становила 68 осіб/км².  Було 818 помешкань (31/км²).
Расовий склад населення:
| - 94,8 % — білих - 1,7 % — корінних американців - 0,3 % — чорних або афроамериканців - 0,3 % — азіатів - 0,1 % — вихідців з тихоокеанських островів |

До двох чи більше рас належало 2,0 %. Частка іспаномовних становила 3,1 % від усіх жителів.
За віковим діапазоном населення розподілялося таким чином: 19,7 % — особи молодші 18 років, 61,9 % — особи у віці 18—64 років, 18,4 % — особи у віці 65 років та старші. Медіана віку мешканця становила 47,7 року. На 100 осіб жіночої статі у переписній місцевості припадало 103,3 чоловіків;  на 100 жінок у віці від 18 років та старших — 101,0 чоловіків також старших 18 років.
Середній дохід на одне домашнє господарство  становив 57 265 доларів США (медіана — 50 859), а середній дохід на одну сім'ю — 62 347 доларів (медіана — 61 042). За межею бідності перебувало 20,7 % осіб, у тому числі 40,7 % дітей у віці до 18 років та 7,1 % осіб у віці 65 років та старших.
Цивільне працевлаштоване населення становило 756 осіб. Основні галузі зайнятості: освіта, охорона здоров'я та соціальна допомога — 32,5 %, сільське господарство, лісництво, риболовля — 15,9 %, будівництво — 8,6 %, роздрібна торгівля — 7,9 %.